# Thétis et Pelée
Thétis et Pelée (título original en francés; en español, Tetis y Peleo) es una ópera o tragédie en musique en cinco actos y un prólogo («La Noche de la Victoria, el Sol y las Horas»), compuesta por Pascal Collasse, con libreto de Bernard le Bovier de Fontenelle. Se estrenó por la Académie Royale de Musique en París el 11 de enero de 1689.
El reparto fue el siguiente: Du Mesny (Peleo), Marthe Le Rochois (Tetis), Mlle. Moreau (Doris), Gabriel-Vincent Thévenard (Neptuno), Mlle. Desmatins (Cidipe) Dun (Júpiter y el Oráculo), con dirección del compositor.
El montaje no contó con maquinaria. Se representó en el Gran Trianón, en presencia de Luis XIV y la Delfina, el 16 de enero de 1689.
La obra contiene, en el Acto II, una extraordinaria escena de tormenta, a la que se parece la de la ópera de Marin Marais Alcyone, de 1706.
La partitura de Thétis et Pelée se imprimió y se publicó en 1689 en la prestigiosa tipografía de Christophe Ballard, utilizando grabado calcográfico.
Hay un comentario sobre uno de los cantantes en Annales dramatiques: «Gabriel Thévenard, el actor que interpretó los papeles principales, con Mlle. Lerochois durante unos diez años, tenía una voz de barítono muy lograda, y cantó con fluidez, naturalidad y nobleza. Ceceó un poco, pero este defecto se convirtió en él en una especie de encanto. Nadie hasta entonces había oído mejor interpretación; cantó como un excelente actor cuando habla. Los más grandes señores estaban felices de tener a Thévenard en su mesa, porque podían conocer a un cantante con talento, y buen bebedor».
Thétis et Pélée se repuso con nuevas arias de J.-B. Stuck y A. Campra el 16 de abril de 1709. Se volvió a representar en 1742 en Lyon, en la sala de Jeu de Paume de la Raquette Royale. El 10 (u 11) de octubre de 1765, Jean-Benjamin de La Borde compuso en Fontainebleau una ópera en la que incorporó música de Collasse en el acto del Destino. El rey se quejó de la escenografía y del vestuario, pero apreció la música, y pidió que el trabajo se reanudara en Choisy.
En una representación, Mlle. Moreau, que se ocupaba del papel de Doris, llevaba un vestido de náyade diseñado por Louis-René Boquet, con escamas, conchas, ramas de coral y hojas que adornaban el vestido con tonos de agua de timbre verde y blanco. El bailarín Dauberval realizó un pas de deux con indumentaria también diseñada por Boquet.